# Moussa Traoré (Fußballspieler, 1990)
Moussa Traoré (* 19. April 1990 in Abidjan, Elfenbeinküste) ist ein ivorischer Fußballspieler mit Reisepass von Burkina Faso. Er spielt seit November 2019 für den belgischen Drittligisten RWD Molenbeek 47.

## Verein
Traoré begann seine Karriere in der Jugendmannschaft vom CF Ouagadougou, wo er 2007 in die erste Mannschaft geholt wurde. 2008 wurde er an Planète Champion verliehen. Nach relativ guten Leistungen wurde er 2009 anfangs an Standard Lüttich verliehen, welchen ihn im Folgejahr endgültig verpflichtete. Sein Debüt in der höchsten belgischen Spielklasse gab Traoré am 31. Juli 2009 gegen VV St. Truiden. Traoré wurde in der 81. Minute eingewechselt. Das Spiel endete 2:2.
Weiters gab er sein Debüt auf europäischer Klubebene. In der Gruppenphase der UEFA Champions League kam er am 16. September 2009 gegen den FC Arsenal zum Einsatz. Traoré wurde in der 84. Minute für Axel Witsel eingewechselt. Das Spiel wurde 2:3 verloren. In dieser Europapokalsaison kam der Ivorer auf insgesamt acht Einsätze (vier in der Champions League und vier in der Europa League) sowie einem Tor in der Champions League gegen den AZ Alkmaar. In der Meisterschaft wurden Les Rouches enttäuschender Achter sowie in den Play-offs zur Europa League Zweiter der Gruppe B. Im Sommer 2010 wurde er von Standard an den SV Zulte Waregem verliehen. Zurück in Lüttich spielte er von 2011 bis 2013 in der Reservemannschaft des Vereins. Über Hoogstraten VV und Royal White Star Brüssel spielte er ab dem Sommer 2016 für ein halbes Jahr beim Siah Jamegan Khorasan FC im Iran. Nach sechs Monaten ohne Verein schloss sich Traore im Juli 2017 dem belgischen Zweitligisten AFC Tubize an und unterschrieb einen Vertrag bis 2019. Nach Ablauf schloss er sich dann dem RWD Molenbeek an.

## Nationalmannschaft
Für die Elfenbeinküste spielte der Stürmer 2008 vier Mal in der U-20-Auswahl.